# Cacopsylla
Cacopsylla är ett släkte av insekter som beskrevs av Ossiannilsson 1970. Cacopsylla ingår i familjen rundbladloppor.

## Bildgalleri

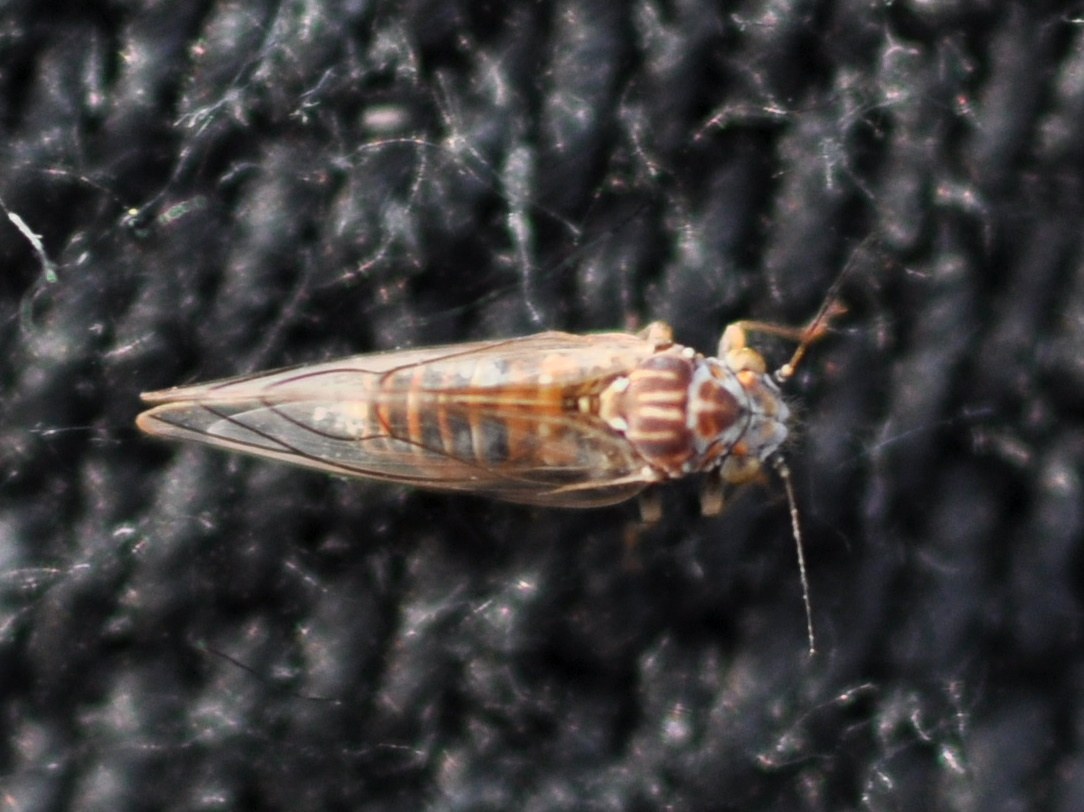
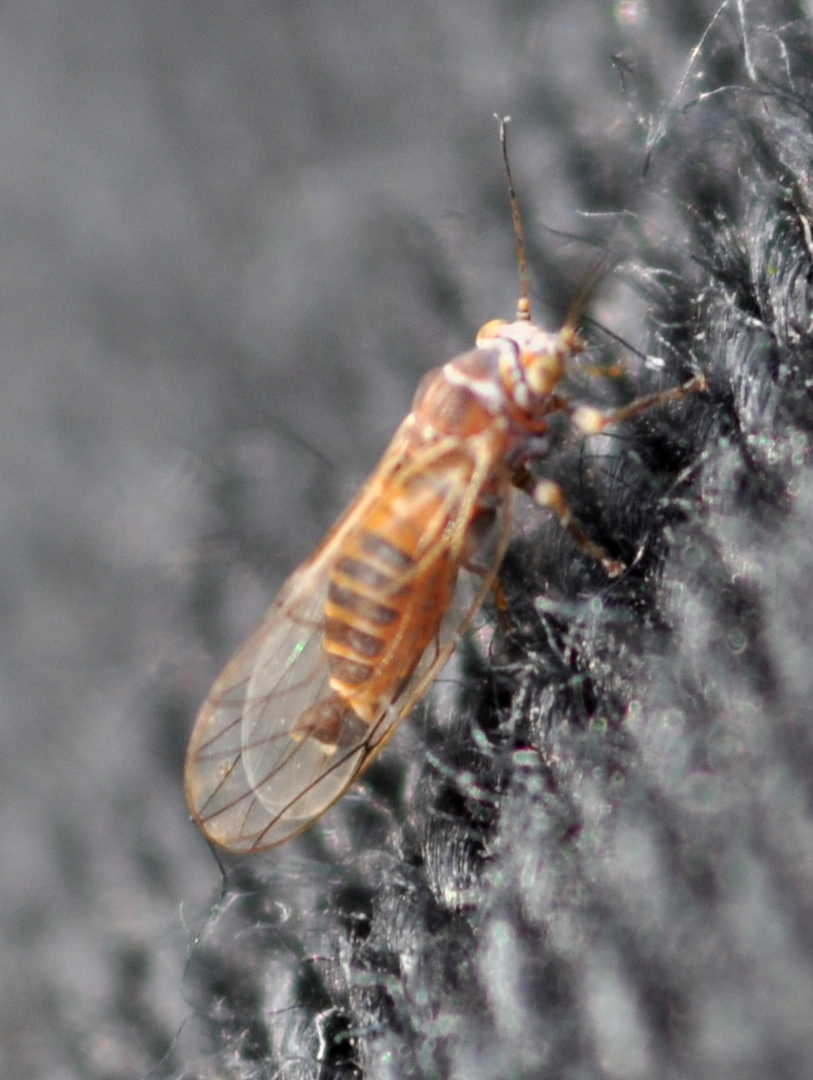
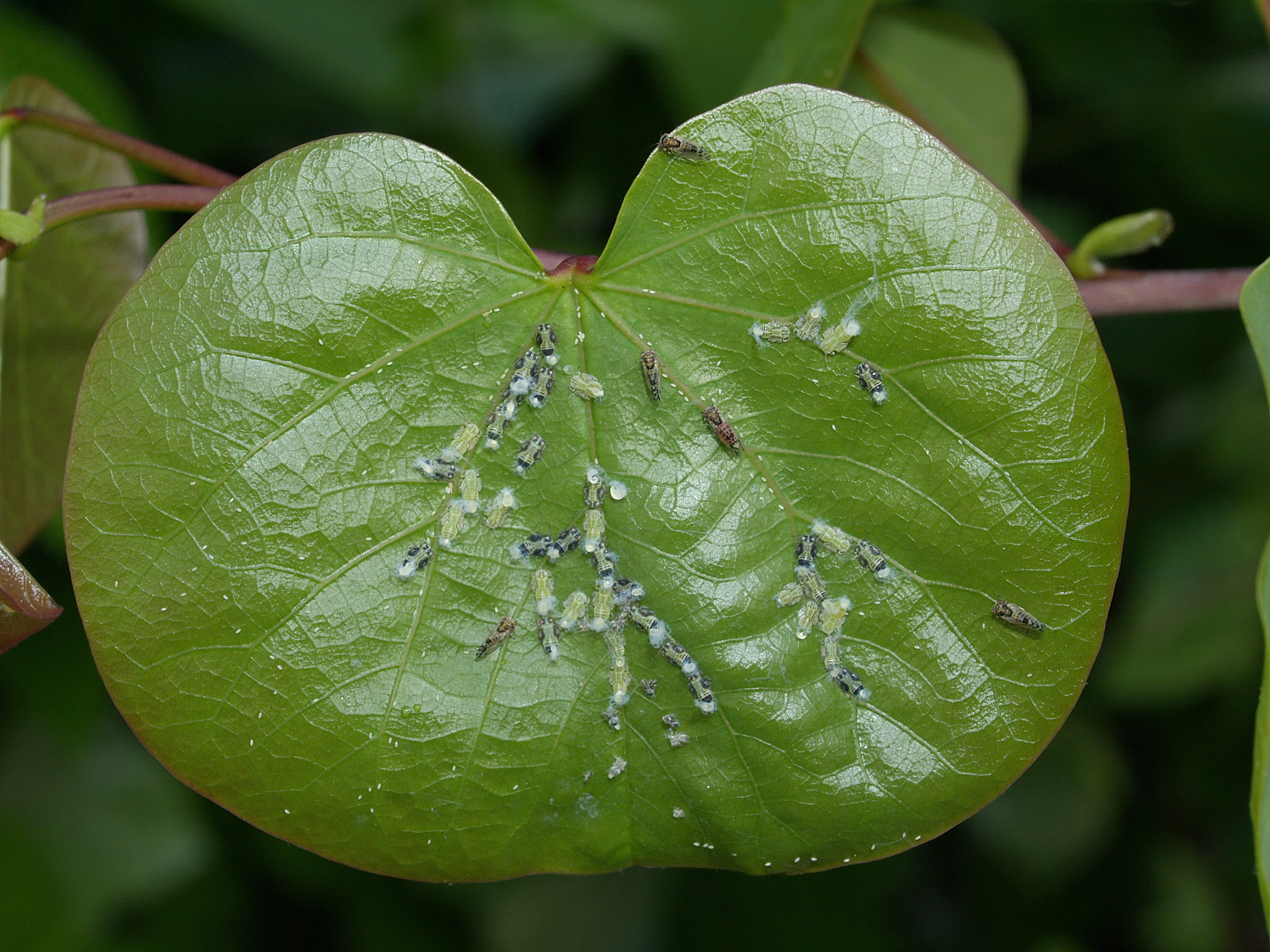
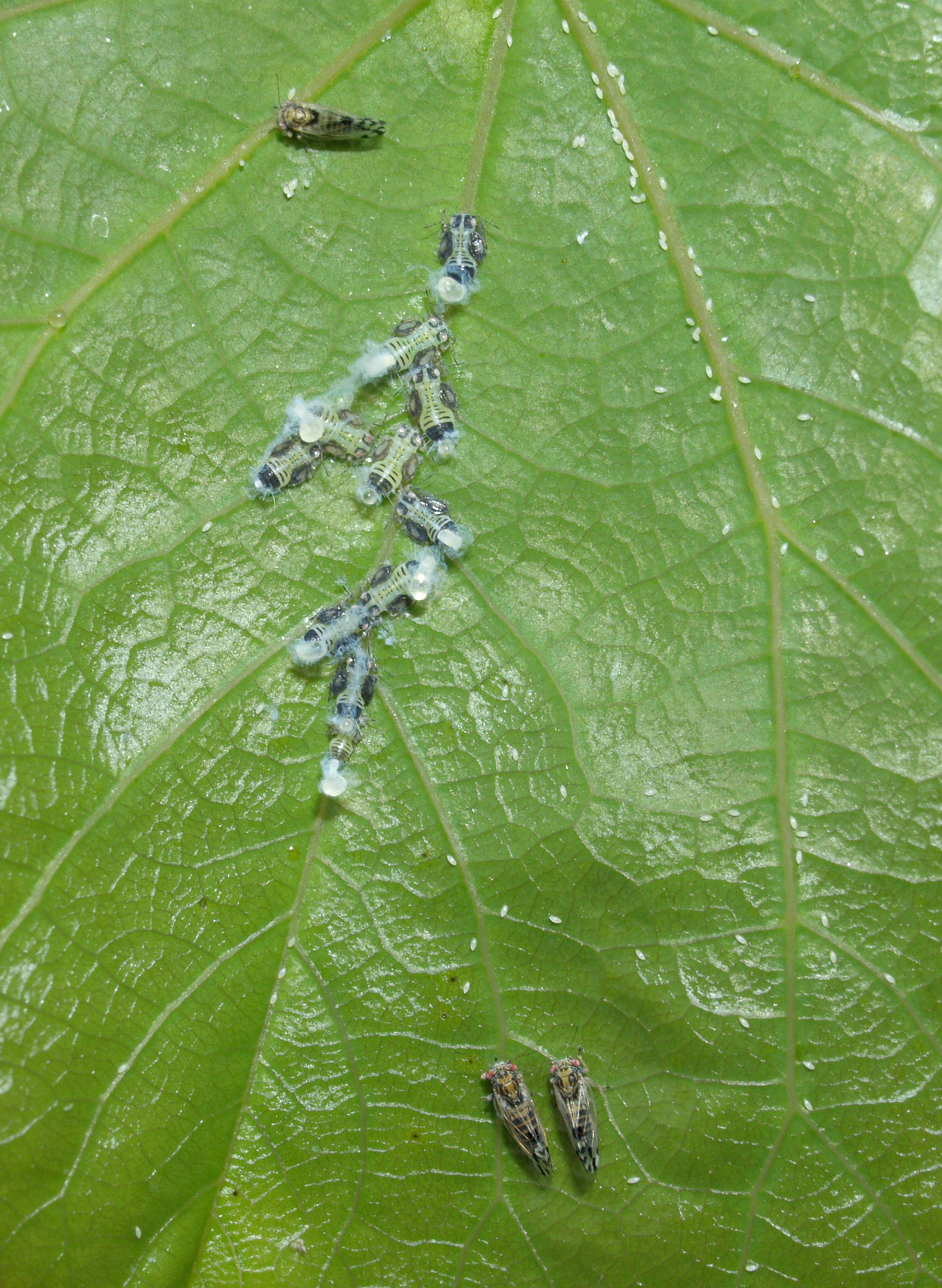
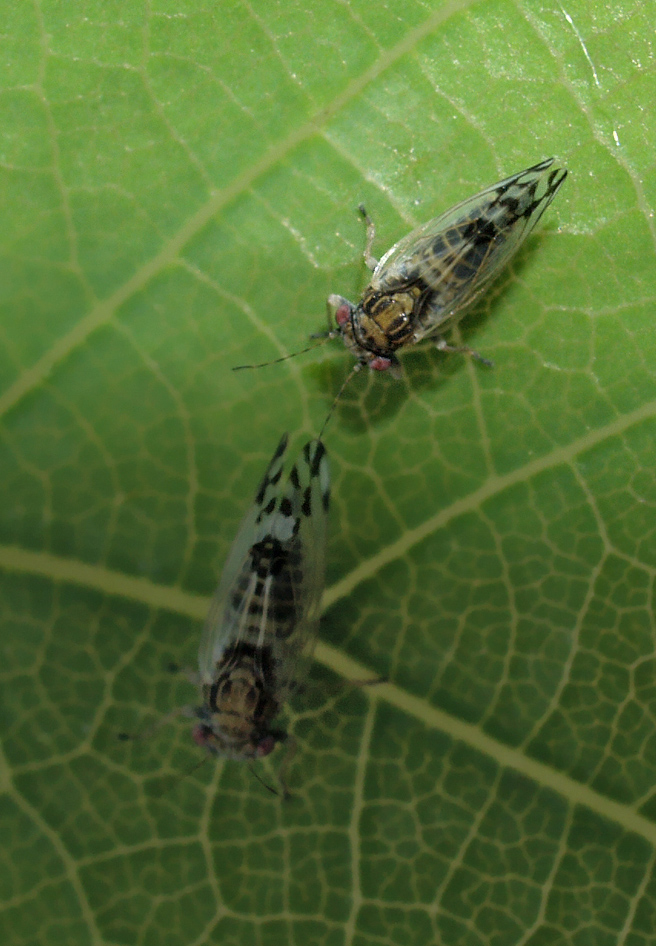
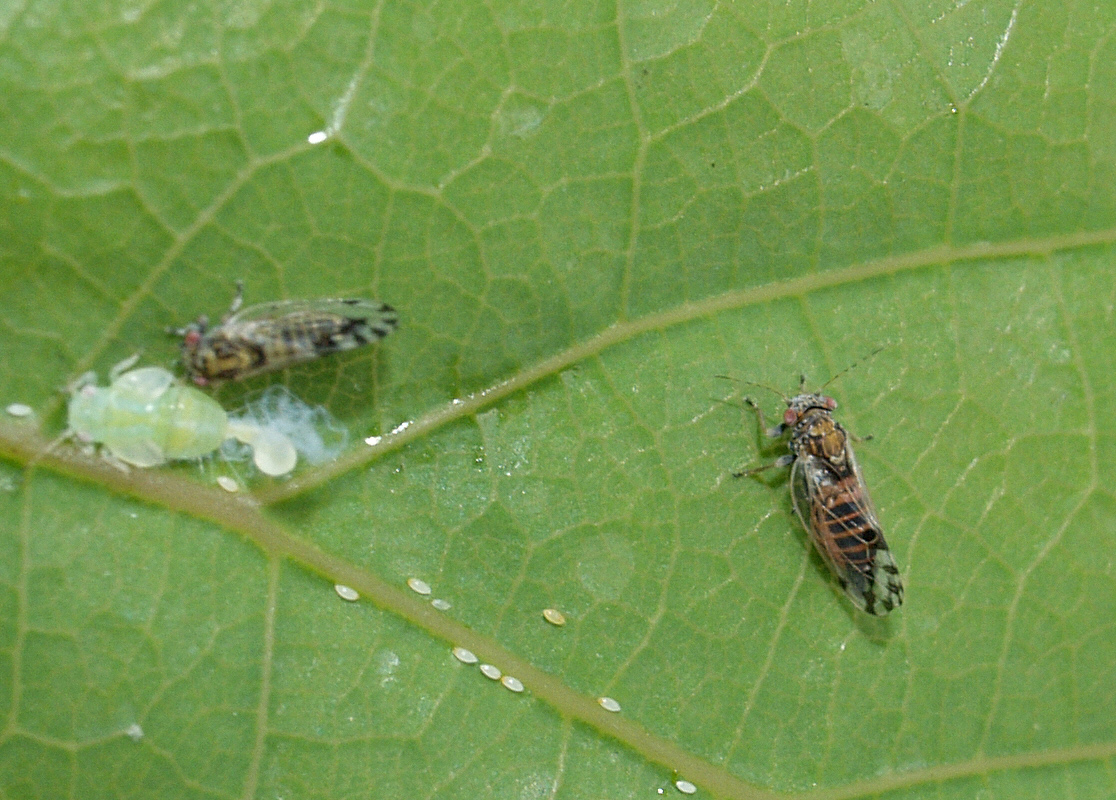

## Dottertaxa tillCacopsylla, i alfabetisk ordning[1][2]
- Cacopsylla abdominalis
- Cacopsylla acuminata
- Cacopsylla affinis
- Cacopsylla alaskensis
- Cacopsylla alaterni
- Cacopsylla alba
- Cacopsylla albagena
- Cacopsylla albipes
- Cacopsylla ambigua
- Cacopsylla americana
- Cacopsylla annulata
- Cacopsylla arctica
- Cacopsylla atlantica
- Cacopsylla bagnalli
- Cacopsylla bidens
- Cacopsylla breviantennata
- Cacopsylla breviata
- Cacopsylla brevistigmata
- Cacopsylla brunneipennis
- Cacopsylla bulbosa
- Cacopsylla confusa
- Cacopsylla consobrina
- Cacopsylla corcontum
- Cacopsylla coryli
- Cacopsylla costalis
- Cacopsylla crataegi
- Cacopsylla cretica
- Cacopsylla curta
- Cacopsylla difficilis
- Cacopsylla dilonchi
- Cacopsylla elegantula
- Cacopsylla exima
- Cacopsylla fasciata
- Cacopsylla fatsiae
- Cacopsylla fibulata
- Cacopsylla flori
- Cacopsylla groenlandica
- Cacopsylla haliaeeti
- Cacopsylla hamata
- Cacopsylla highwoodensis
- Cacopsylla hippophaes
- Cacopsylla hirsuta
- Cacopsylla incerta
- Cacopsylla insignita
- Cacopsylla intacta
- Cacopsylla intermedia
- Cacopsylla iranica
- Cacopsylla iteophila
- Cacopsylla jenseni
- Cacopsylla kananaskensis
- Cacopsylla latiforceps
- Cacopsylla ledi
- Cacopsylla limbata
- Cacopsylla longiforceps
- Cacopsylla macleani
- Cacopsylla maculata
- Cacopsylla magna
- Cacopsylla magnicauda
- Cacopsylla mali
- Cacopsylla manisi
- Cacopsylla mariannae
- Cacopsylla media
- Cacopsylla melanoneura
- Cacopsylla minor
- Cacopsylla minuta
- Cacopsylla moscovita
- Cacopsylla myrthi
- Cacopsylla myrtilli
- Cacopsylla nana
- Cacopsylla negundinis
- Cacopsylla nigranervosa
- Cacopsylla nigrita
- Cacopsylla nordica
- Cacopsylla notapennis
- Cacopsylla notata
- Cacopsylla omani
- Cacopsylla palmeni
- Cacopsylla parallela
- Cacopsylla pararibesiae
- Cacopsylla parvipennis
- Cacopsylla peregrina
- Cacopsylla permixta
- Cacopsylla perrieri
- Cacopsylla phlebophyllae
- Cacopsylla picta
- Cacopsylla propinqua
- Cacopsylla propria
- Cacopsylla pruni
- Cacopsylla pulchella
- Cacopsylla pulchra
- Cacopsylla pyri
- Cacopsylla pyricola
- Cacopsylla pyrisuga
- Cacopsylla quadrilineata
- Cacopsylla rara
- Cacopsylla rhamnicola
- Cacopsylla rhododendri
- Cacopsylla ribesiae
- Cacopsylla ribis
- Cacopsylla rufipennis
- Cacopsylla saliceti
- Cacopsylla saligna
- Cacopsylla septentrionalis
- Cacopsylla sinuata
- Cacopsylla sorbi
- Cacopsylla spiculata
- Cacopsylla striata
- Cacopsylla stricklandi
- Cacopsylla subspiculata
- Cacopsylla suturalis
- Cacopsylla talhouki
- Cacopsylla tatrica
- Cacopsylla tenuata
- Cacopsylla toolikensis
- Cacopsylla tuthilli
- Cacopsylla ulmi
- Cacopsylla urticaecolens
- Cacopsylla usitata
- Cacopsylla viburni
- Cacopsylla visci
- Cacopsylla vondraceki
- Cacopsylla yosemitensis
- Cacopsylla zaicevi
- Cacopsylla zetterstedti